# Ciril Škerjanec
Ciril Škerjanec, slovenski violončelist in pedagog, * 29. april 1936, Trbovlje, † 23. april 2009, Golnik.

## Življenjepis
Violončelo je študiral v Parizu pri Andru Navarri (diploma 1961), izpopolnjeval pa se je pri Pablu Casalsu na poletnih tečajih v Sieni med letoma 1958 in 1961. Škerjanec velja za prvega slovenskega violončelista, ki je v svojem repertoarju zaobjel vsa pomembna dela svetovne glasbene literature za ta instrument. Svojo kariero je začel kot član Simfoničnega orkestra RTV Slovenija, sicer pa je sodeloval v več komornih ansamblih (mdr. Trio Tartini, Komorni ansambel Slavka Osterca). Med letoma 1962 in 1969 je bil solo-violončelist simfoničnega orkestra v Essnu, hkrati pa tudi profesor na tamkajšnji Folkwanghochschule. Med letoma 1969 in 1972 se je spet vrnil k Simfonikom RTV Slovenija, med 1987 in 1990 pa je bil solo-violončelist v orkestru Kölnske filharmonije
Škerjanec je bil pedagoško aktiven od leta 1961 in je vzgojil številne generacije slovenskih violončelistov. Od leta 1982 do smrti je deloval kot redni profesor na Akademiji za glasbo v Ljubljani. Leta 1976 je prejel nagrado Prešernovega sklada.
Njegov sin je slovenski violončelist Igor Škerjanec.